# Све што нисам ја
Све што нисам ја је први албум београдске метал групе Синк издат 2014. године као самостално издање.

## О албуму
После објављених синглова Твој свет/Заувек и никада и Трн/Тишина и ћутање, другом половином 2013. године група Синк отпочиње снимање свог првог албума у “Студију 69” на Видиковцу. У току снимања певач Милош Васић одлучује да напусти бенд. После трагања за новим певачем на место вокала долази Богдан Николајевић који поново снима све песме и наставља даљи рад са бендом преусмеравајући звук бенда ка гранџу. Албум је првобитно требало да буде објављен од стране издавачке куће Miner Recordings али после прекида сарадње са Минером бенд тек половином 2014. године објављује свој први албум као самостално издање под називом “Све што нисам ја”, а који је садржао десет наслова спакованих у четрдесетак минута. Снимљена су два спота за песме “Све што нисам ја” и песму “Лакуна” а све остале песме су добиле одређени вид промоције путем студијских видео снимака. Омот албума је рад младе београдске уметнице Марије Кресовић Борели која је дизајнирала комплетан изглед албума. Нешто касније долази до промене на месту соло гитаристе и Милоша Новковића замењује Небојша Радовановић. Промоција албума “Све што нисам ја” одржана је 02. августа у продавници плоча “Леила”, а након тога уследили су бројни наступи на којима је Синк уживо промовисао снимљени материјал.

## Списак песама
- 1. „Најбоље године патње I“ - 2:05
- 2. „Све што нисам ја“ - 2:43
- 3. „Тишина и ћутање“ - 3:57
- 4. „Заслуга“ - 5:45
- 5. „Заувек и никада“ - 3:59
- 6. „Глад“ - 3:44
- 7. „Трн“ - 5:11
- 8. „Лакуна“ - 5:36
- 9. „Твој свет“ - 2:34
- 10. „Најбоље године патње II“ - 1:29

## Постава
- Богдан Николајевић - вокал
- Милош Мргуд Новковић - гитара
- Стефан Станчић - бубањ
- Дејан Богдановић - бас гитара
- Драган Миочиновић - гитара